# スウィフト・010.c
スウィフト・010.c （Swift_010.c）は、スウィフト・エンジニアリングによって設計および製造されたCARTマシン。

## 解説
1999年のCARTシーズンにニューマン・ハース・レーシングとデラ・ペンナ・モータースポーツの2チームにシャシー供給された。

## 参照
1. ↑  “1999 Swift-Ford-Cosworth 010.c” (2019年2月26日). 2023年4月11日閲覧。
2. ↑  “1999 Swift 010.c Indycar”. conceptcarz.com. 2023年4月11日閲覧。
3. ↑  “1999 Swift 010.c Indycar Single Seater Chassis 008, engine XD037”. conceptcarz.com. 2023年4月11日閲覧。
4. ↑  “Bonhams : 1999 Swift/Ford-Cosworth Single-Seater Racing IndycarChassis no. Swift 010.c #008”. www.bonhams.com. 2023年4月11日閲覧。